# Philagra quadrimaculata
Philagra quadrimaculata är en insektsart som beskrevs av Schmidt 1920. Philagra quadrimaculata ingår i släktet Philagra och familjen spottstritar. Inga underarter finns listade i Catalogue of Life.